# Rio terà Barba Frutariol
Le rio terà Barba Frutariol est un canal maintenant assèché de Venise dans le sestiere de Cannaregio. 

## Situation
Le rio terà Barba Frutariol se situe au sud du et parallèle au rio del Gozzi. Il relie le rio dell'Acqua Dolce au rio dei Santi Apostoli sur une longueur d'environ 180 mètres.

## Historique
Le rio del Barba Frutariol, qui s'appelait en des temps reculés Baduario fut enfoui en 1818.

Il avait deux quais : un sur la rive nord allait du calle del Squero au calle del Remer, l'autre plus petit sur la rive sud reliait l'ancien rielo del Barba Frutariol, aujourd'hui enfoui sous le rio terà dei SS. Apostoli à la calle del Forno. À hauteur de la salizada del Spezier, le ponte del Barba Frutariol traversait le canal.
Le nom du canal provenait probablement d'un fruttaiolo qui portait le nom Barba.